# Play It Like That
Play It Like That è il secondo album del gruppo musicale pop australiano Bardot, pubblicato il 12 novembre 2001 dall'etichetta discografica WEA.
È stato l'ultimo album pubblicato dal gruppo e ha riscosso minor successo del precedente. I singoli estratti sono stati ASAP, I Need Somebody e Love Will Find a Way.

## Tracce
1. Play It Like That (Ollie J/Phillip Jacobs/Mary Anne Morgan)
2. I Need Somebody (Nigel Butler/Ray Hedges/John Pickering)
3. Feel Right (Sophie Monk/Sally Polihronas/Michael Szumowski)
4. ASAP (Henrik Jonback/John McLaughlin/Fredrik Ödesjö)
5. Don't Call Me, I'll Call You (Belinda Chapple/Michael D'Arcy)
6. Love Will Find A Way (Ollie J/Phillip Jacobs/Patrick McMahon/Miki More)
7. Dirty Water (Kelly Bryant/Sherene Dyer/Marianne Eide/Pete Ibsen/Melissa Popo/Mike Steer)
8. You Got Me Feeling (Philippe-Marc Anquetil/Christopher Lee-Joe/Sally Polihronas)
9. It's Alright (Traci Hale/Christopher Stewart/Philip L. Stewart/Tab)
10. Before I Let You Go (Darren Dowlut/Dennis Dowlut/Richard Goncalves)
11. Girls of the Night (Belinda Chapple/Michael D'Arcy/Tiffani Wood)
12. When the Cats Away (Henrik Jonback/John McLaughlin/Fredrik Ödesjö)

## Classifiche
| Classifica (2000) | Posizione raggiunta |
| ----------------- | ------------------- |
| Australia         | 16                  |